# NGC 7047
NGC 7047 (również PGC 66461 lub UGC 11712) – galaktyka spiralna z poprzeczką (SBb), znajdująca się w gwiazdozbiorze Wodnika. Odkrył ją Édouard Jean-Marie Stephan 20 sierpnia 1873 roku. Jest to galaktyka z aktywnym jądrem typu LINER.